# Kim Manners
Kim Manners (Los Angeles, 1951. január 13. – Los Angeles, 2009. január 25.) amerikai televíziós producer, rendező és színész, aki leginkább az X-akták és a Odaát című sorozatokban végzett munkájáról ismert.

## Élete
Kim Manners egy showbiznisz családban nőtt fel. Édesapja, Sam Manners (született: Savino Maneri, Cleveland) olyan műsorok producere volt, mint a The Wild Wild West és a Route 66. Manners gyerekkorában színészkedett; első szerepe hároméves korában egy Chevrolet-reklámban volt. Figyelte apja, valamint William Beaudine, a Rin Tin Tin kalandjai rendezőjének munkáját, és alkalmanként részt is vett benne. Beaudine volt az, aki Manners-t arra inspirálta, hogy rendező legyen.
Manners bátyja, Kelly az Angel, a Buffy, a vámpírok réme és a Dollhouse – A felejtés ára című filmek producere és rendezője, nővére, Tana pedig televíziós rendezőként dolgozik.

## Halála és emlékezete
Manners tüdőrákban halt meg Los Angelesben, 2009. január 25-én, 12 nappal 58. születésnapja után.
A 2009. március 12-én sugárzott Odaát negyedik évadának, a „Death Takes a Holiday” című epizódnak a záró stáblistáján két Manners-fotó volt látható, a következő felirattal karöltve: "Az egész évadot Kim Mannersnek ajánljuk" és egy üzenettel: "Hiányzol nekünk, Kim". Az AMC-s Breaking Bad – Totál szívás második évadának ötödik, 2009. április 5-én bemutatott, „Breakage” című epizódját Mannersnek szentelték a főcímben, amely így szólt: „Dedicated to our Friend, Kim Manners”. Az X-akták "Mulder and Scully Meet the Were-Monster" című epizód 2016. február 1-jén sugárzott felújított évada tartalmaz egy jelenetet, amelyben Mulder Manners sírkövével szemben ül, amelyre Manners valódi születési és halálozási dátuma van felírva, valamint a "Rúgjuk seggbe" mondat.

## Rendezői filmográfia
| Év        | Magyar cím                            | Eredeti cím                          | Epizódok száma |
| --------- | ------------------------------------- | ------------------------------------ | -------------- |
| 1979–1981 | Charlie angyalai                      | Charlie's Angels                     | 8              |
| 1983–1984 |                                       | Automan                              | 4              |
| 1983–1985 | Matt Houston                          | Matt Houston                         | 10             |
| 1985      |                                       | Street Hawk                          | 1              |
| 1985      |                                       | Finder of Lost Loves                 | 1              |
| 1984–1986 |                                       | Simon & Simon                        | 5              |
| 1985–1986 |                                       | Hardcastle and McCormick             | 6              |
| 1985–1986 |                                       | Riptide                              | 2              |
| 1986      |                                       | Sledge Hammer!                       | 1              |
| 1986–1987 | Az utolsó lovag                       | Hunter                               | 2              |
| 1986–1987 |                                       | Stingray                             | 2              |
| 1986–1987 |                                       | Sidekicks                            | 3              |
| 1987–1988 |                                       | J.J. Starbuck                        | 2              |
| 1988      | Star Trek: Az új nemzedék             | Star Trek: The Next Generation       | 1              |
| 1988      |                                       | Wiseguy                              | 1              |
| 1988      | Mission: Impossible – Az akciócsoport | Mission: Impossible                  | 2              |
| 1988      |                                       | Paradise                             | 1              |
| 1989      | Baywatch                              | Baywatch                             | 2              |
| 1989–1990 |                                       | Booker                               | 2              |
| 1987–1990 | 21 Jump Street                        | 21 Jump Street                       | 12             |
| 1990      |                                       | Broken Badges                        | 2              |
| 1991      | Kalóz Jack száz élete                 | The 100 Lives of Black Jack Savage   | 1              |
| 1991      |                                       | K-9000                               | 1              |
| 1993      |                                       | The Hat Squad                        | 2              |
| 1994      | Kincskommandó                         | Fortune Hunter                       | 1              |
| 1993–1994 | Vadnyugati fejvadász                  | The Adventures of Brisco County, Jr. | 7              |
| 1994      | Vén kopók                             | Greyhounds                           | 1              |
| 1991–1994 | Mókás hekus                           | The Commish                          | 7              |
| 1994–1997 | M.A.N.T.I.S.                          | M.A.N.T.I.S.                         | 3              |
| 2000      |                                       | Harsh Realm                          | 1              |
| 1995–2002 | X-akták                               | The X-Files                          | 52             |
| 2003      |                                       | Alaska                               | 1              |
| 2005      | A nagy birodalom                      | Empire                               | 2              |
| 2005      |                                       | Over There                           | 1              |
| 2005–2008 | Odaát                                 | Supernatural                         | 16             |

## Fordítás
- Ez a szócikk részben vagy egészben  a   Kim Manners című angol Wikipédia-szócikk fordításán alapul.  Az eredeti cikk szerkesztőit annak laptörténete sorolja fel. Ez a jelzés csupán a megfogalmazás eredetét és a szerzői jogokat jelzi, nem szolgál a cikkben szereplő információk forrásmegjelöléseként.